# Hugo (videospil)
 For alternative betydninger, se Hugo. (Se også artikler, som begynder med Hugo)
Hugo, også kendt som Skærmtrolden Hugo var et dansk interaktivt TV-spil for børn, der var skabt af det danske firma, Interactive Television Entertainment (ITE). Sidens spillets premiere på TV 2 i 1990, er det interaktive one-player-spil blevet udbredt til mere end 40 lande. Programmets lyttere kunne ringe ind og ved hjælp af telefontasterne styre titelkarakteren, en sympatisk lille ‘skærmtrold’ kaldet Hugo, igennem forskellige baner og udfordringer. Formålet med spillet var at finde frem til og sejre over den onde heks, Afskylia, og derved redde Hugos familie, hvorefter spilleren blev belønnet alt efter, hvor godt spillet var udført. Igennem tiden er flere videospil og multi-player-spil blevet til baseret på det originale og adskilligt merchandise er blevet produceret.